# Pièces de monnaie en rouble russe
Les pièces de monnaie russes sont une des représentations physiques, avec les billets de banque, de la monnaie de la fédération de Russie depuis 1992.

## L'unité monétaire russe
Le rouble russe   (RUB ), est la devise  de la fédération de Russie depuis le 1er janvier 1998. 
Il a remplacé le rouble soviétique en 1992, puis le premier rouble russe (RUR ) en 1998, au taux de 1 RUB = 1000 RUR, à la suite de la période d'inflation des années 1990. 
Le rouble est divisé en 100 kopecks.

## Les pièces de monnaie de Russie

### Première série de pièces de la fédération de Russie (1992-1993)
- La pièce (1992) de 1 rouble acier  plaqué cuivre
- La pièce (1992) de 5 roubles acier plaqué laiton
- La pièce (1992) de 10 roubles en cupro-nickel
- La pièce (1993) de 10 roubles acier plaqué cupro-nickel
- La pièce (1992) de 20 roubles en cupro-nickel
- La pièce (1993) de 20 roubles acier plaqué cupro-nickel
- La pièce (1992) de 50 roubles bi-métallique
- La pièce (1993) de 50 roubles en bronze
- La pièce (1993) de 50 roubles acier plaqué bronze
- La pièce (1992) de 100 roubles bi-métallique
- La pièce (1993) de 100 roubles en cupro-nickel

### Deuxième série de pièces de la fédération de Russie (à partir de 1997)
| Deuxième série de pièces de la fédération de Russie (1997- ) | Deuxième série de pièces de la fédération de Russie (1997- ) | Deuxième série de pièces de la fédération de Russie (1997- ) | Deuxième série de pièces de la fédération de Russie (1997- ) | Deuxième série de pièces de la fédération de Russie (1997- ) | Deuxième série de pièces de la fédération de Russie (1997- )                   | Deuxième série de pièces de la fédération de Russie (1997- ) | Deuxième série de pièces de la fédération de Russie (1997- ) |
| Valeur                                                       | Paramètres techniques                                        | Paramètres techniques                                        | Paramètres techniques                                        | Description                                                  | Description                                                                    | Description                                                  | Date de la première frappe                                   |
| Valeur                                                       | Diamètre                                                     | Poids                                                        | Composition                                                  | Tranche                                                      | Avers                                                                          | Revers                                                       | Date de la première frappe                                   |
| ------------------------------------------------------------ | ------------------------------------------------------------ | ------------------------------------------------------------ | ------------------------------------------------------------ | ------------------------------------------------------------ | ------------------------------------------------------------------------------ | ------------------------------------------------------------ | ------------------------------------------------------------ |
| 1 kopeck                                                     | 15,5 mm                                                      | 1,50 g                                                       | acier plaqué cupro nickel                                    | lisse                                                        | Saint Georges terrassant le dragon avec la légende Банк России et le millésime | 1 копейка                                                    | 1997                                                         |
| 5 kopecks                                                    | 18,5 mm                                                      |                                                              | acier plaqué cupro nickel                                    | lisse                                                        | Saint Georges terrassant le dragon avec la légende Банк России et le millésime | 5 копеек                                                     | 1997                                                         |
| 10 kopecks                                                   | 17,5 mm                                                      | 1,95 g                                                       | laiton 1997-2006, acier plaqué laiton 2006-                  | crénelé pour le laiton, lisse pour le plaqué laiton          | Saint Georges terrassant le dragon avec la légende Банк России et le millésime | 10 копеек                                                    | 1997                                                         |
| 50 kopecks                                                   | 19,5 mm                                                      |                                                              | laiton 1997-2006, acier plaqué laiton 2006-                  | crénelé pour le laiton, lisse pour le plaqué laiton          | Saint Georges terrassant le dragon avec la légende Банк России et le millésime | 50 копеек                                                    | 1997                                                         |
| 1 rouble                                                     | 20,5 mm                                                      | 3,25 g                                                       | cupronickel 1997-2009, acier plaqué nickel 2009-             | crénelée                                                     | Aigle à deux têtes, avec la légende Банк России et le millésime                | 1 рубль                                                      | 1997                                                         |
| 2 roubles                                                    | 23 mm                                                        | 5,10 g                                                       | cupronickel 1997-2009, acier plaqué nickel 2009-             | crénelée                                                     | Aigle à deux têtes, avec la légende Банк России et le millésime                | 2 рубля                                                      | 1997                                                         |
| 5 roubles                                                    | 25 mm                                                        | 6,45 g                                                       | cupronickel-cuivre 1997-2009, acier plaqué nickel 2009-      | crénelée                                                     | Aigle à deux têtes, avec la légende Банк России et le millésime                | 5 рублей                                                     | 1997                                                         |
| 10 roubles                                                   | 22 mm                                                        | 5,63 g                                                       | acier plaqué laiton                                          | crénelée                                                     | Aigle à deux têtes, avec la légende Банк России et le millésime                | 10 рублей                                                    | 2009                                                         |

### Pièces commémoratives de la fédération de Russie
- Les pièces de 10 roubles (bi-métalliques) consacrées à la faune
  - Série 1992 : Le Tigre de Sibérie, La barnacle de Taymyr, le Cobra d'Asie centrale

- Les pièces de 10 roubles (bi-métalliques) consacrées aux anciennes villes russes sur lesquelles est gravé Древние Города России (Anciennes Villes Russes) :
  - 2002 - Derbent (artiste : A. S. Kunats, sculpteur : I. I. Kopytkin, atelier : Monnaie de Moscou (MМД))
  - 2002 - Kostroma (artiste : A. S. Kunats, sculpteur : A. S. Kunats, atelier : Monnaie de Saint-Pétersbourg (СПМД))
  - 2002 - Staraïa Roussa (artiste : A. S. Kunats, sculpteur : A. A. Dolgopolova, atelier : Monnaie de Saint-Pétersbourg (СПМД))
  - 2003 - Pskov (artiste : S. A. Kunats, sculpteur : S. A. Kornilov, atelier : Monnaie de Saint-Pétersbourg (СПМД))
  - 2003 - Mourom (sculpteur : L. S. Kamshilov, atelier : Monnaie de Saint-Pétersbourg (СПМД))
  - 2003 - Dorogobouj (artiste : S. A. Kunats, sculpteur : A. I. Parfionov, atelier : Monnaie de Moscou (MМД))
  - 2003 - Kassimov (artiste : S. A. Kunats, sculpteur : S. A. Kunats, atelier : Monnaie de Saint-Pétersbourg (СПМД))
  - 2004 - Dmitrov (atelier : Monnaie de Moscou (MМД))
  - 2004 - Riajsk (atelier : Monnaie de Moscou (MМД))
  - 2004 - Kem (atelier : Monnaie de Saint-Pétersbourg (СПМД))
  - 2005 - Kaliningrad (atelier : Monnaie de Moscou (MМД))
  - 2005 - Kazan (atelier : Monnaie de Saint-Pétersbourg (СПМД))
  - 2005 - Borovsk (atelier : Monnaie de Saint-Pétersbourg (СПМД))
  - 2005 - Mtsensk (atelier : Monnaie de Moscou (MМД))
  - 2006 - Belgorod (atelier : Monnaie de Moscou (MМД))
  - 2006 - Kargopol (atelier : Monnaie de Moscou (MМД))
  - 2006 - Torjok (atelier : Monnaie de Saint-Pétersbourg (СПМД))
  - 2007 - Vologda (atelier : Monnaie de Saint-Pétersbourg (СПМД), Monnaie de Moscou (MМД))
  - 2007 - Veliki Oustioug (atelier : Monnaie de Saint-Pétersbourg (СПМД), Monnaie de Moscou (MМД))
  - 2007 - Gdov (atelier : Monnaie de Saint-Pétersbourg (СПМД), Monnaie de Moscou (MМД))
  - 2008 - Vladimir (atelier : Monnaie de Saint-Pétersbourg (СПМД), Monnaie de Moscou (MМД))
  - 2008 - Priozersk (atelier : Monnaie de Saint-Pétersbourg (СПМД), Monnaie de Moscou (MМД))
  - 2008 - Smolensk (atelier : Monnaie de Saint-Pétersbourg (СПМД), Monnaie de Moscou (MМД))
  - 2008 - Azov (atelier : Monnaie de Saint-Pétersbourg (СПМД), Monnaie de Moscou (MМД))
  - 2009 - Vyborg (atelier : Monnaie de Saint-Pétersbourg (СПМД), Monnaie de Moscou (MМД))
  - 2009 - Galitch (atelier : Monnaie de Saint-Pétersbourg (СПМД), Monnaie de Moscou (MМД))
  - 2009 - Kalouga (atelier : Monnaie de Saint-Pétersbourg (СПМД), Monnaie de Moscou (MМД))
  - 2009 - Novgorod (atelier : Monnaie de Saint-Pétersbourg (СПМД), Monnaie de Moscou (MМД))
  - 2010 - Briansk (atelier : Monnaie de Saint-Pétersbourg (СПМД))
  - 2010 - Iourievets (atelier : Monnaie de Saint-Pétersbourg (СПМД))
  - 2011 - Ielets (atelier : Monnaie de Saint-Pétersbourg (СПМД))
  - 2011 - Solikamsk (atelier : Monnaie de Saint-Pétersbourg (СПМД))
  - 2012 - Belozersk (atelier : Monnaie de Saint-Pétersbourg (СПМД))
- Les pièces de 10 roubles (bi-métalliques) célébrant le 55e anniversaire de la victoire de la Seconde Guerre mondiale, émises en 2000 et sur lesquelles est gravé 55 лет Великой Победы (55 ans de la Grande Victoire) (ateliers : Moscou (ММД) et Saint-Pétersbourg (СПМД)).

- Les pièces de 10 roubles (bi-métalliques) célébrant le 60e anniversaire de la victoire de la Seconde Guerre mondiale, émises en 2005 et sur lesquelles est gravé Никто не забыт, ничто не забыто (Personne n'est oublié, rien n'est oublié) (ateliers : Moscou (ММД) et Saint-Pétersbourg (СПМД)).
- Les pièces de 10 roubles (bi-métalliques) célébrant le 40e anniversaire du vol de Youri Gagarine dans l'espace, émises en 2001 et sur lesquelles est gravé 12 апреля 1961 года (12 avril 1961) (ateliers : Moscou (ММД) et Saint-Pétersbourg (СПМД)).
- Les pièces de 10 roubles (bi-métalliques) en l'honneur des Ministères de la fédération de Russie et en commémoration des 200 ans du manifèste de l'empereur Alexandre Ier sur la création des ministères :
  - 2002 : Forces armées de la fédération de Russie (en russe : Вооруженные Силы Россйиской Федерации) (atelier : Monnaie de Moscou (MМД))
  - 2002 : Ministère des Affaires étrangères de la fédération de Russie (en russe : Министерство Иностранных Дел Российской Федерации) (atelier : Monnaie de Saint-Pétersbourg (СПМД))
  - 2002 : Ministère de la Justice de la fédération de Russie (en russe : Министерство Юстиции Российской Федерации) (atelier : Monnaie de Saint-Pétersbourg (СПМД))
  - 2002 : Ministère de l'Intérieur de la fédération de Russie (en russe : Министерство Внутренних Дел Российской Федерации) (atelier : Monnaie de Moscou (ММД))
  - 2002 : Ministère des Finances de la fédération de Russie (en russe : Министерство Финансов Российской Федерации) (atelier : Monnaie de Saint-Pétersbourg (СПМД))
  - 2002 : Ministère du Développement Économique de la fédération de Russie (en russe : Министерство Экономического Развития и Торговли Российской Федерации) (atelier : Monnaie de Saint-Pétersbourg (СПМД))
  - 2002 : Ministère de l'Éducation de la fédération de Russie (en russe : Министерство Образования Российской Федерации) (atelier : Monnaie de Moscou (ММД))

- Les pièces de 10 roubles (bi-métalliques) en l'honneur des sujets de la fédération de Russie :
  - 2005 : Oblast de Léningrad (en russe Ленинградская область) (atelier : Monnaie de Saint-Pétersbourg (СПМД))
  - 2005 : Oblast de Tver (en russe Тверска́я о́бласть) (atelier : Monnaie de Moscou (MМД))
  - 2005 : Oblast d'Orel (en russe Орло́вская о́бласть) (atelier : Monnaie de Moscou (MМД))
  - 2005 : Kraï de Krasnodar (en russe Краснода́рский край) (atelier : Monnaie de Moscou (MМД))
  - 2005 : République de Tatarstan (en russe Респу́блика Татарста́н) (atelier : Monnaie de Saint-Pétersbourg (СПМД))
  - 2005 : Moscou (en russe Москва) (atelier : Monnaie de Moscou (MМД))
  - 2006 : République de l'Altaï (en russe Респу́блика Алта́й) (atelier : Monnaie de Saint-Pétersbourg (СПМД))
  - 2006 : Oblast de Tchita (en russe Чити́нская о́бласть) (atelier : Monnaie de Saint-Pétersbourg (СПМД))
  - 2006 : République de Sakha (Yakoutie) (en russe Республика Саха (Якутия)) (atelier : Monnaie de Saint-Pétersbourg (СПМД))
  - 2006 : Oblast de Sakhaline (en russe Сахали́нская о́бласть) (atelier : Monnaie de Moscou (MМД))
  - 2006 : Kraï du Primorie (en russe Примо́рский край) (atelier : Monnaie de Moscou (MМД))
  - 2007 : République de Bachkirie (en russe Республика Башкортостан) (atelier : Monnaie de Moscou (MМД))
  - 2007 : Oblast de Rostov (en russe Росто́вская о́бласть) (atelier : Monnaie de Saint-Pétersbourg (СПМД))
  - 2007 : Oblast de Novossibirsk (en russe Новосиби́рская о́бласть) (atelier : Monnaie de Moscou (MМД))
  - 2007 : République de Khakassie (en russe Хакасия) (atelier : Monnaie de Saint-Pétersbourg (СПМД))
  - 2007 : Oblast d'Arkhangelsk (en russe Архангельская Oбласть) (atelier : Monnaie de Saint-Pétersbourg (СПМД))
  - 2007 : Oblast de Lipetsk (en russe Ли́пецкая о́бласть) (atelier : Monnaie de Moscou (MМД))
  - 2008 : République d’Oudmourtie (en russe Удму́ртская респу́блика) (atelier : Monnaie de Saint-Pétersbourg (СПМД), Monnaie de Moscou (MМД))
  - 2008 : Oblast d'Astrakhan (en russe Астраха́нская о́бласть) (atelier : Monnaie de Saint-Pétersbourg (СПМД), Monnaie de Moscou (MМД))
  - 2008 : Oblast de Sverdlovsk (en russe Свердло́вская о́бласть) (atelier : Monnaie de Saint-Pétersbourg (СПМД), Monnaie de Moscou (MМД))
  - 2008 : République de Kabardino-Balkarie (en russe Кабарди́но-Балка́рская Респу́блика) (atelier : Monnaie de Saint-Pétersbourg (СПМД), Monnaie de Moscou (MМД))
  - 2009 : République de Kalmoukie (en russe Республика Калмыкия) (atelier : Monnaie de Saint-Pétersbourg (СПМД), Monnaie de Moscou (MМД))
  - 2009 : Oblast autonome juif (en russe Евре́йская автоно́мная о́бласть) (atelier : Monnaie de Saint-Pétersbourg (СПМД), Monnaie de Moscou (MМД))
  - 2009 : République d'Adyguée (en russe Респу́блика Адыге́я) (atelier : Monnaie de Saint-Pétersbourg (СПМД), Monnaie de Moscou (MМД))
  - 2009 : République des Komis (en russe Респу́блика Ко́ми) (atelier : Monnaie de Saint-Pétersbourg (СПМД))
  - 2009 : Oblast de Kirov (en russe Ки́ровская о́бласть) (atelier : Monnaie de Saint-Pétersbourg (СПМД))
  - 2010 : Kraï de Perm (en russe Пе́рмский край) (atelier : Monnaie de Saint-Pétersbourg (СПМД))
  - 2010 : District autonome de Nénétsie (en russe Ненецкий автономный округ) (atelier : Monnaie de Saint-Pétersbourg (СПМД))
  - 2010 : République Tchétchène (en russe Чеченская Республика) (atelier : Monnaie de Saint-Pétersbourg (СПМД))
  - 2010 : District autonome de Iamalo-Nénétsie (en russe Ямало-Ненецкий автономный округ) (atelier : Monnaie de Saint-Pétersbourg (СПМД))
  - 2011 : République de Bouriatie (en russe Республика Бурятия) (atelier : Monnaie de Saint-Pétersbourg (СПМД))
  - 2011 : Oblast de Voronej (en russe Воро́нежская о́бласть) (atelier : Monnaie de Saint-Pétersbourg (СПМД))
  - 2013 : République d'Ossétie-du-Nord-Alanie (en russe Респу́блика Се́верная Осе́тия — Ала́ния)(atelier : Monnaie de Saint-Pétersbourg (СПМД))